# Ingerophrynus biporcatus
Ingerophrynus biporcatus es una especie de anfibios de la familia Bufonidae.
Es endémica de Java, el sur de Sumatra, Madura, Bali y Lombok. Ha sido introducida en Célebes.
Su hábitat natural incluye bosques secos tropicales o subtropicales, ríos, plantaciones, jardines rurales y zonas previamente boscosas ahora muy degradadas.